# Enzo Montarello
Enzo Montarello, né le 3 avril 1994 à Marseille, est un karatéka français.

## Biographie
Champion d'Europe espoir de kata individuel en 2012 et en 2015 et vice-champion du monde espoir en 2013, il remporte une médaille de bronze en kata par équipe aux Championnats d'Europe de karaté 2015 et une médaille d'argent en kata par équipe aux Championnats du monde de karaté 2016 et aux Championnats d'Europe de karaté 2017.